# Ode for St. Cecilia’s Day

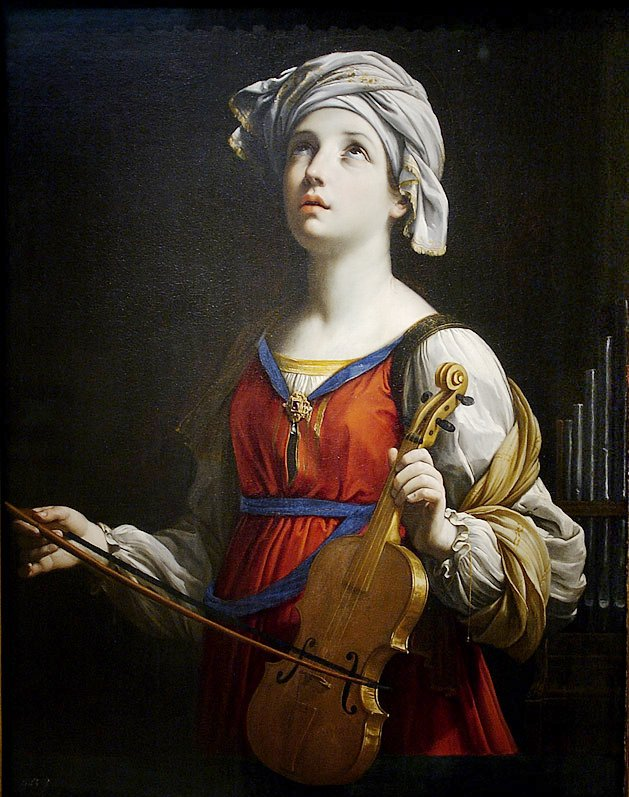
Die hl. Cäcilia, Guido Reni (1606)

Die Ode for St. Cecilia’s Day (From Harmony, from Heav'nly Harmony, HWV 76) ist eine Ode (im Deutschen werden vergleichbare Werke eher als Hymne bezeichnet) von Georg Friedrich Händel.

## Entstehung
Händel komponierte diese Ode im September des Jahres 1739 nach einem Gedicht des Engländers John Dryden (1631–1700). Sie wurde am 22. November zusammen mit einer Aufführung von Alexander’s Feast im Lincoln’s Inn Fields Theatre in London uraufgeführt. 1742 wurde das Werk erstmals außerhalb Englands in Dublin gespielt, 1769 in Berlin. Der Titel bezieht sich auf die heilige Cäcilia, eine frühchristliche Jungfrau und Märtyrin, die als Schutzpatronin der Musik gilt. Ihr Gedenktag am 22. November wurde im 17. und 18. Jahrhundert auch als „Feiertag der Musik“ mit Konzerten und Gottesdiensten und mit eigens dafür komponierten Werken begangen.
Händel war nicht der einzige Komponist, der dieser Heiligen ein eigenes Werk widmete. Cäcilienoden stammen unter anderem von Henry Purcell: Laudate Ceciliam (1683) und Hail, bright Cecilia (1692), Daniel Purcell (1693 und 1698), Charles Burney (1759) sowie Benjamin Britten: Hymn to St. Cecilia (1942). Das Hauptthema des siebenteiligen Werks ist eine Lobpreisung auf die Macht der Musik.